# Lista monumentelor ocrotite de stat din raionul Glodeni
Lista monumentelor din raionul Glodeni cuprinde monumentele patrimoniului cultural din raionul Glodeni înscrise în Registrul monumentelor Republicii Moldova ocrotite de stat.
Registrul monumentelor Republicii Moldova ocrotite de stat a fost aprobat prin Hotărârea Parlamentului nr. 1531-XII împreună cu Legea nr. 1530-XII privind ocrotirea monumentelor RM din 22 iunie 1993. În Monitorul Oficial nr. 1 din 1994 a fost publicată doar Legea, fără a include însă și Registrul, care a fost publicat mult mai târziu, la 2 februarie 2010. A nu se confunda cu Registrul arheologic național sau cel al monumentelor de for public, care sunt liste diferite ce vizează doar anumite compartimente ale patrimoniului cultural, întocmite în baza unor legi separate.
Lista completă este menținută și actualizată periodic de către Ministerul Culturii din Republica Moldova, dar înainte ca modificările să intre în vigoare acestea trebuie să fie aprobate de către Parlament. Această listă este menită să cuprindă și actualizările ulterioare.
| Nr.   | Localizare                                                                                   | Denumire | Datare                      | Tip   | Însemnătate | Imagine                 | Erori             |
| ----- | -------------------------------------------------------------------------------------------- | --- | --------------------------- | ----- | ----------- | ----------------------- | ----------------- |
| 1493  | Glodeni 47°46′22″N 27°31′22″E / 47.772691520363°N 27.52282339297°E                           | Biserica de lemn „Sf. Arhanghel Mihail”                                                                                           | 1896                        | At    | N           | Încarcă foto            | Raportează eroare |
| 1494  | Glodeni str. Ștefan cel Mare, 26 47°46′47″N 27°30′27″E / 47.779850416667°N 27.507584777778°E | Conacul Ponsă | sf. sec. XIX                | At    | N           | galerie \| Încarcă foto | Raportează eroare |
| 1495  | Glodeni 47°46′20″N 27°32′03″E / 47.772328329608°N 27.534076526512°E                          | Memorialul gloriei militare la mormântul a 300 ostași căzuți în 1944 și în memoria a 1600 ostași consăteni căzuți în 1941-1945⁠(d) | 1974                        | Is Ar | L N         | galerie \| Încarcă foto | Raportează eroare |
| 1497  | Glodeni                                                                                      | Mormântul comun al membrilor Comitetului agrar de voloste                                                                         | 1918                        | Is Ar | L           | Încarcă foto            | Raportează eroare |
| 1500  | Bisericani 47°38′46″N 27°19′58″E / 47.646045787588°N 27.332713514526°E                       | Biserica „Sf. Arhanghel Mihail”                                                                                                   | 1896                        | At    | L           | Încarcă foto            | Raportează eroare |
| 1504  | Butești                                                                                      | Monument în memoria a 24 consăteni căzuți în 1941-1945                                                                            | 1941-1945                   | Is    | L           | Încarcă foto            | Raportează eroare |
| 1508  | Cajba 47°43′26″N 27°26′15″E / 47.723923110713°N 27.437584860627°E                            | Biserica „Sf. Arhanghel Mihail”                                                                                                   | 1881-1883                   | At    | L           | Încarcă foto            | Raportează eroare |
| 1509  | Cajba                                                                                        | Monument în memoria a 30 consăteni căzuți în 1941-1945                                                                            | 1965                        | Is    | L           | Încarcă foto            | Raportează eroare |
| 1512  | Camenca                                                                                      | Monument în memoria a 40 consăteni căzuți în 1941-1945                                                                            | 1978                        | Is    | L           | Încarcă foto            | Raportează eroare |
| 1513  | Camenca                                                                                      | Monument funerar criticului literar Vasile Coroban (1910-1984). La cimitir                                                        | 1984                        | Is    | N           | Încarcă foto            | Raportează eroare |
| 1522  | Ciuciulea 47°39′37″N 27°29′02″E / 47.660261748852°N 27.48397844284°E                         | Biserica „Sf. Gheorghe” cu turnul-poartă-clopotniță                                                                               | 1831                        | At    | N           | Încarcă foto            | Raportează eroare |
| 1523  | Ciuciulea 47°39′39″N 27°29′04″E / 47.660881652987°N 27.484316004951°E                        | Conacul Leonardi-Buznea | sf. sec. XIX – înc. sec. XX | At    | N           | galerie \| Încarcă foto | Raportează eroare |
| 1524  | Ciuciulea                                                                                    | Monument comemorativ de război (1941-1945)                                                                                        |                             | Is    | L           | Încarcă foto            | Raportează eroare |
| 1525  | Ciuciulea                                                                                    | Mormântul marinarului Dumitru Marc de pe cuirasatul „Vareag”                                                                      |                             | Is    | L           | Încarcă foto            | Raportează eroare |
| 1531  | Cobani 47°46′32″N 27°19′21″E / 47.775519304417°N 27.322384812941°E                           | Biserica de lemn „Sf. Arhanghel Mihail”                                                                                           | 1838                        | At    | N           | galerie \| Încarcă foto | Raportează eroare |
| 1533  | Cobani 47°45′58″N 27°18′26″E / 47.76624977168°N 27.307207532443°E                            | Monument în memoria a 74 consăteni căzuți în 1941-1945                                                                            | 1975                        | Is    | L           | Încarcă foto            | Raportează eroare |
| 1534  | Cobani                                                                                       | Mormânt comun al 42 ostași căzuți în război                                                                                       | 1941                        | Is    | L           | Încarcă foto            | Raportează eroare |
| 1540  | Cuhnești 47°39′19″N 27°22′31″E / 47.655252242911°N 27.375196986005°E                         | Biserica „Nașterea Maicii Domnului”                                                                                               | 1873                        | At    | N           | Încarcă foto            | Raportează eroare |
| 1541  | Cuhnești                                                                                     | Monument în memoria a 128 consăteni căzuți în 1941-1945                                                                           | 1975                        | Is    | L           | Încarcă foto            | Raportează eroare |
| 1542  | Cuhnești                                                                                     | Mormântul ostașului căzut în lupte                                                                                                | 1941                        | Is    | L           | Încarcă foto            | Raportează eroare |
| 1544  | Danu 47°49′41″N 27°29′41″E / 47.82795394059°N 27.494805942331°E                              | Biserica „Sf. Treime” | 1879                        | At    | L           | Încarcă foto            | Raportează eroare |
| 1545  | Danu 47°49′48″N 27°30′25″E / 47.829898839249°N 27.507063714167°E                             | Monument în memoria a 62 consăteni căzuți în 1941-1945                                                                            | 1975                        | Is    | L           | Încarcă foto            | Raportează eroare |
| 1547  | Dușmani 47°43′16″N 27°29′00″E / 47.721035693136°N 27.483370958219°E                          | Biserica de lemn „Sf. Nicolae” | înc. sec. XIX               | At    | N           | Încarcă foto            | Raportează eroare |
| 1548  | Dușmani                                                                                      | Monument în memoria a 58 consăteni căzuți în 1941-1945                                                                            | 1968                        | Is    | L           | Încarcă foto            | Raportează eroare |
| 1563  | Fundurii Vechi 47°44′15″N 27°42′39″E / 47.737536808449°N 27.710777241743°E                   | Biserica de lemn „Sf.Treime” | 1883                        | At    | L           | Încarcă foto            | Raportează eroare |
| 1564  | Fundurii Vechi                                                                               | Monument în memoria a 47 consăteni căzuți în 1941-1945                                                                            | 1975                        | Is    | L           | Încarcă foto            | Raportează eroare |
| 1568  | Hîjdieni 47°46′07″N 27°27′28″E / 47.768491659969°N 27.457799454201°E                         | Biserica „Acoperământul Maicii Domnului”                                                                                          | 1890                        | At    | L           | Încarcă foto            | Raportează eroare |
| 1569  | Hîjdieni 47°46′07″N 27°27′47″E / 47.768656329795°N 27.462941209443°E                         | Monument în memoria a 147 consăteni căzuți în 1941-1945                                                                           | 1975                        | Is    | L           | Încarcă foto            | Raportează eroare |
| 1616A | Iabloana 47°48′45″N 27°37′17″E / 47.81248155208°N 27.621406596587°E                          | Biserica de lemn „Sf. Nicolae” | 1926                        | At    | L           | Încarcă foto            | Raportează eroare |
| 1617  | Iabloana 47°48′21″N 27°37′34″E / 47.805792269523°N 27.626083164055°E                         | Monument în memoria a 180 consăteni căzuți în 1941-1945                                                                           | 1972                        | Is    | L           | Încarcă foto            | Raportează eroare |
| 1619  | Limbenii Noi 47°43′05″N 27°37′13″E / 47.717948644348°N 27.620231663293°E                     | Biserica” Sf. Treime” | 1861                        | At    | L           | galerie \| Încarcă foto | Raportează eroare |
| 1620  | Limbenii Noi 47°43′54″N 27°38′00″E / 47.731645379674°N 27.633442304121°E                     | Monument în memoria a 64 consăteni căzuți în 1941-1945                                                                            | 1967                        | Is    | L           | Încarcă foto            | Raportează eroare |
| 1622  | Limbenii Vechi 47°41′07″N 27°36′54″E / 47.685183092824°N 27.615069147143°E                   | Biserica de lemn „Sf. Arhanghel Mihail”                                                                                           | 1769                        | At    | N           | galerie \| Încarcă foto | Raportează eroare |
| 1623  | Limbenii Vechi                                                                               | Monument în memoria a 84 consăteni căzuți în 1941-1945                                                                            | 1975                        | Is    | L           | Încarcă foto            | Raportează eroare |
| 1628  | Moara Domnească                                                                              | Monument în memoria a 8 consăteni căzuți în 1941-1945                                                                             | 1986                        | Is    | L           | Încarcă foto            | Raportează eroare |
| 1633  | Petrunea                                                                                     | Monument în memoria a 41 consăteni căzuți în 1941-1945                                                                            | 1986                        | Is    | L           | Încarcă foto            | Raportează eroare |
| 1638  | Stîrcea 47°47′24″N 27°31′52″E / 47.790010103909°N 27.531128986279°E                          | Biserica „Sf. Ioan” (fostă romano-catolică)                                                                                       | 1937                        | At    | L           | Încarcă foto            | Raportează eroare |
| 1640  | Sturzovca 47°48′11″N 27°43′02″E / 47.803024946409°N 27.717228063728°E                        | Biserica „Adormirea Maicii Domnului”                                                                                              | 1870                        | At    | L           | Încarcă foto            | Raportează eroare |
| 1641  | Sturzovca 47°47′59″N 27°42′53″E / 47.799778195007°N 27.714796560623°E                        | Monument în memoria a 180 consăteni căzuți în 1941-1945                                                                           |                             | Is    | N           | Încarcă foto            | Raportează eroare |
| 1644  | Ustia 47°39′28″N 27°35′38″E / 47.65774509797°N 27.593793654957°E                             | Biserică | 1823                        | At    | L           | galerie \| Încarcă foto | Raportează eroare |
| 1649  | Viișoara 47°37′00″N 27°26′53″E / 47.616750605841°N 27.448193943391°E                         | Biserica „Sf. Arhanghel Mihail”                                                                                                   | 1915-1924                   | At    | L           | Încarcă foto            | Raportează eroare |
| 1650  | Viișoara                                                                                     | Mormântul ostașului căzut în război                                                                                               | 1941                        | Is    | L           | Încarcă foto            | Raportează eroare |